# Liste chinesischer Schiffswracks
Dies ist eine Liste von chinesischen Schiffswracks bzw. den Stätten ihrer Entdeckung. Sie umfasst archäologisch bedeutende Schiffswracks des chinesischen Kulturkreises, was das Schiff oder die Ladung betrifft. Daneben erfasst sie auch einige nichtchinesische Schiffe mit chinesischem Kulturgut als Ladung.
Der Namensbestandteil Jiao (chinesisch 礁, Pinyin jiāo) in den chinesischen geographischen Namen bedeutet „Riff“ oder „Klippe“, Dao (島 / 岛,  dǎo) „Insel“. Entgegen der offiziellen chinesischen Schreibweise sind die üblichen Namen der Wracks meist zusammengeschrieben.

## Tabellarische Übersicht
| Name, Schiffstyp                     | Zeit                                       | Fund    | Bergung                                                       | Fundmenge/-typ                                         | Fundort                                                    | Fund- tiefe [m] | Provinz         | Staat      | Meeresregion                    | Anmerkung                                                     |
| ------------------------------------ | ------------------------------------------ | ------- | ------------------------------------------------------------- | ------------------------------------------------------ | ---------------------------------------------------------- | --------------- | --------------- | ---------- | ------------------------------- | ------------------------------------------------------------- |
| Beijiao Nr. 6                        | Ming (14./17. Jh.)                         | 2007    |                                                               | Münzen                                                 | North Reef / Bei Jiao, Xisha-Inseln                        |                 | Hainan          | VR China   | Südchin. Meer                   |                                                               |
| Beijiao Nr. 7                        | Ming (14./17. Jh.)                         | 2007    |                                                               | Porzellan                                              | North Reef / Bei Jiao, Xisha-Inseln                        |                 | Hainan          | VR China   | Südchin. Meer                   |                                                               |
| Beijiao Nr. 8                        |                                            | 2007    |                                                               | Steinblöcke                                            | North Reef / Bei Jiao, Xisha-Inseln                        |                 | Hainan          | VR China   | Südchin. Meer                   |                                                               |
| Beijiao Nr. 9                        |                                            | 2007    |                                                               | Porzellan                                              | North Reef / Bei Jiao, Xisha-Inseln                        |                 | Hainan          | VR China   | Südchin. Meer                   |                                                               |
| Belitung-Wrack (Batu Hitam), Dau     | Tang, um 830                               | 1998    | Walterfang/Seabed 1999 ff (Ladung)                            | 60.000 Stk. (Porzellan u. a.)                          | 1 km vor Belitung ⊙                                        | 016             | Bangka-Belitung | Indonesien | Karimata-Straße (Gaspar-Straße) | Fund geschlossen im ArtScience Museum Singapur                |
| Bin Thuan-Wrack (Dschunke I Sin Ho?) | Ming, ca. 1608                             | 2001    | Flecker et al. 2004 (Ladung)                                  | 20.000 Stk. (Porzellan aus Zhangzhou)                  | 65 km vor der Küste von Bình Thuận                         | 041             | Bình Thuận      | Vietnam    | Südchin. Meer                   |                                                               |
| Ca Mau-Wrack                         | Qing - Yongzheng, um 1725                  | 1998    | Vietnamesische Behörden, 1998–99 (Ladung)                     | 130.000 Stk. (Porzellan, Steingut u. a.)               | 200 km südl. Kap Cà Mau                                    | 0450            | Cà Mau          | Vietnam    | Südchin. Meer                   |                                                               |
| Cirebon-Wrack, indones.              | Fünf Dynast. / Nördl. Song (2. H. 10. Jh.) | 2003    | 2004–05                                                       | 300.000 Stk. (Porzellan, auch nichtchin. Ware)         | Javasee, 200 km. vor Cirebon (Java)                        | 056             | –               | Indonesien | Javasee                         |                                                               |
| Daliandao Nr. 1                      | Yuan (13./14. Jh.)                         |         | NMC 2007                                                      |                                                        | Dalian Dao bei Dalian (Pingtan)                            |                 | Fuzhou          | VR China   | Südchin. Meer                   |                                                               |
| Geldermalsen, holl. Ostindienfahrer  | Qing - Qianlong, vor 1752                  | 1984    | Hatcher 1984–1986 (Ladung)                                    | 150.000 Stk. (Porzellan, Gold)                         | Geldria's Droogte, Riau-Archipel vor Singapur              |                 | Johor           | Malaysia   | Südchin. Meer                   |                                                               |
| Huaguangjiao Nr. 1                   | Südl. Song (12./13. Jh.)                   | 1996    | NMC/Zhang 2007 (teilw. geplündert)                            | 10.000 Stk. (Porzellan, Steingut u. a.)                | Discovery Reef / Huaguang Jiao, Xisha-Inseln               | 03              | Hainan          | VR China   | Südchin. Meer                   |                                                               |
| Huaguangjiao Nr. 2                   | Ming (14./17. Jh.)                         | 2007    |                                                               | Porzellan                                              | Discovery Reef / Huaguang Jiao, Xisha-Inseln               |                 | Hainan          | VR China   | Südchin. Meer                   |                                                               |
| Huaguangjiao Nr. 3                   | Song (10./13. Jh.)                         | 2007    |                                                               | Porzellan                                              | Discovery Reef / Huaguang Jiao, Xisha-Inseln               |                 | Hainan          | VR China   | Südchin. Meer                   |                                                               |
| Huaguangjiao Nr. 4                   | Song (10./13. Jh.)                         | 2007    |                                                               | Porzellan                                              | Discovery Reef / Huaguang Jiao, Xisha-Inseln               |                 | Hainan          | VR China   | Südchin. Meer                   |                                                               |
| Intan-Wrack, arab. oder indisch      | Fünf Dynastien (um 920)                    | um 1997 | Flecker & Walterfang/Seabed 2004 (Ladung, teilw. geplündert)  | 8.000 Stk. (Keramik, auch nichtchin. Ware)             | Javasee südlich Belitung                                   |                 | –               | Indonesien | Javasee                         |                                                               |
| Nanhai Nr. 1                         | Song (10./13. Jh.)                         | 1987    | NMC/Zhang 2007 (komplett)                                     | 50.000–70.000 Stk. (Porzellan u. a.)                   | Yangjiang                                                  | 020             | Guangdong       | VR China   | Südchin. Meer                   | Museum für das Schiff in Yangjiang                            |
| Nan’ao Nr. 1 (ehem. Nanhai Nr. 2)    | Ming - Wanli, vor 1620                     | 1987    | NMC/GDWHT 2010 ff (einige 1000 Stk., Komplettbergung geplant) | > 1 Mio. Stk. (Porzellan, Münzen, Eisen, Kupfer u. a.) | Banchao Jiao (半潮礁 ‚Halbgezeiten-Riff‘, 三点金), Shantou | 027             | Guangdong       | VR China   | Südchin. Meer                   | Top-Ten Chinas                                                |
| Tek Sing, Dschunke                   | Qing - Daoguang, um 1800                   | 1999    | Hatcher 1999 (Teil der Ladung, Rest zerstört)                 | 950.000 Stk. (Porzellan u. a.)                         | Belvidere-Riff, Belitung ⊙                                 | 030             | Bangka-Belitung | Indonesien | Karimata-Straße (Gaspar-Straße) | 350.000 Stk. geborgen, weitere 600.000 Stk mutwillig zerstört |
| Vung Tau-Wrack, Lorcha               | Qing - Kangxi, ca. 1690                    | 1989    | Flecker 1990–1992 (Ladung)                                    | 60.000 Stk. (48.000 Stk. Porzellan)                    | Hòn Cau ⊙, Côn Đảo, 200 km südl. Vũng Tàu                  | 040             | Bà Rịa-Vũng Tàu | Vietnam    | Südchin. Meer                   |                                                               |
| Wanjiao Nr. 1                        | Qing - Kangxi, um 1700                     | 2005    | NMC 2005 (Ladung)                                             | Porzellan                                              | Wan Jiao bei Yutou (Pingtan)                               |                 | Fuzhou          | VR China   | Südchin. Meer                   |                                                               |
| Yuzhuojiao Nr. 1                     | Song (10./13. Jh.)                         | 2007    |                                                               | Porzellan                                              | Vuladdore Reef / Yuzhuo Jiao, Xisha-Inseln                 |                 | Hainan          | VR China   | Südchin. Meer                   |                                                               |
| Yuzhuojiao Nr. 2                     | Ming (14./17. Jh.)                         | 2007    |                                                               | Porzellan                                              | Vuladdore Reef / Yuzhuo Jiao, Xisha-Inseln                 |                 | Hainan          | VR China   | Südchin. Meer                   |                                                               |
| Yuzhuojiao Nr. 3                     |                                            | 2007    |                                                               | Elfenbein und Steinblöcke                              | Vuladdore Reef / Yuzhuo Jiao, Xisha-Inseln                 |                 | Hainan          | VR China   | Südchin. Meer                   |                                                               |